# Oliva (película de 2023)
Oliva es una película argentina de 2023 dirigida por Luciano Leyrado. 
Esta película en clave de comedia se considera una parodia de El Padrino.

## Reparto
- Juan Leyrado - Pascual
- Andrea Frigerio - Graciela
- Ignacio Toselli - Miguel
- Romina Fernandes - Gina
- Ornella Cattaneo - Carola
- Humberto de Vargas - Salvador
- Carlos "Bananita" González - Don Giuseppe
- Gustaf - Consigliere
- Pablo Musetti - Felipe